# Americijum(III) bromid
Americijum(III) bromid ili americijum tribromid je hemijsko jedinjenje koje se sastoji od americijuma i broma sa formulom AmBr3, u kome je americijum u oksidativnom stanju +3. Ovo jedinjenje je kristalna materija.